# III. Albert brandenburgi választófejedelem
III. Albert vagy Albert Achilles (Tangermünde, 1414. november 9. – Frankfurt am Main, 1486. március 11.) brandenburgi választófejedelem 1470-től haláláig.

## Élete
I. Frigyes brandenburgi választófejedelem és Bajorországi Erzsébet fiaként született Tangermündében 1414-ben. Lovagi neveltetést kapott Luxemburgi Zsigmond német király udvarában, ott kapta szépsége, erőssége, lovagi játékokban való ügyessége miatt az Akhilleuszhoz való hasonlítást. 1435-ben a Szentföldre zarándokolt, 1440-ben – édesapja halála után – az ansbachi területeket örökölte. Albert egyike volt annak a kevés fejedelemnek, akik a birodalmi gyűléseken az új, de gyengekezű III. Frigyes német-római császárt támogatták. Tette számítással volt magyarázható, ugyanis meg akarta kapni a frank hercegséget. Célja nem teljesen valósult meg, mindössze János bátyja 1464-es halála után Brandenburg–Bayreuthot; választófejedelem bátyjától, Frigyestől szerződés útján a Hohenzollern család Frankföld hercegségi birtokait nyerte el.
1470-ben Frigyes lemondott a Brandenburgi Választófejedelemség éléről, így Albert öregkorára végül annak is az uralkodója lett. 1472-ben Pomerániával kapcsolatban fogalmazott meg – később sikertelen – jogi igényeket. I. Mátyás magyar királyunk és III. Frigyes császár Csehország ellenes háborújában Albert kezdetben a huszita Podjebrád György királyt támogatta. Tettéért 1466-ban II. Pál pápa kiátkozta a katolikus egyházból. 1470-ben Albert felhagyott György támogatásával, a pápa pedig felmentette az átok alól.
Albert 1473-ban adta ki az úgynevezett Dispositio Achillea-t, amelyben kimondta a mindenkori örökösödésre vonatkozólag Brandenburg feloszthatatlanságát, a frank birtokoknak pedig legfeljebb két részre való darabolását. 1474-ben – miután Brandenburgot János nevű fiára bízta – Merész Károly burgundiai herceg ellen vezette Frigyes császár seregeit, de sikereket nem ért el a háborúban. A választófejedelem pozitív személyként élt népe köztudatában, mert fényes udvartartása és háborúi ellenére nem hagyott adósságot utódaira, viszont halálakor a kincstár meg volt töltve pénzzel.
Albert 70 éves kora fölött járt már, amikor 1486 tavaszán Frankfurt am Mainban elhunyt. Utóda fia, János lett.

## Lásd még
- Poroszország és Brandenburg uralkodóinak listája

| Előző uralkodó: II. Frigyes | Brandenburg választófejedelme 1470 – 1486 Hohenzollern | Következő uralkodó: I. János |